# Ilia Kaixavi
Ilia Iauhenavitx Kaixavi (en belarús: Ілья Яўгенавіч Кашавы) (Minsk, 20 de març de 1991) és un ciclista belarús, professional des del 2015. Actualment corre a l'equip Wilier Triestina-Selle Italia. Combina la carretera amb la pista.

## Palmarès en ruta
- 2013
  - 1r al Gran Premi della Liberazione
- 2014
  - 1r a la Cronoscalata Gardone Val Trompia-Prati di Caregno
  - 1r al Gran Premi Chianti Colline d'Elsa
  - Vencedor d'una etapa al Giro delle Valli Cuneesi
- 2015
  - Vencedor d'una etapa a la Volta al llac Qinghai

### Resultats a la Volta a Espanya
- 2015. 144è de la classificació general
- 2016. 151è de la classificació general

### Resultats al Giro d'Itàlia
- 2016. 97è de la classificació general
- 2017. 155è de la classificació general

## Palmarès en pista
- 2011
  -  Campió de Belarús en persecució per equips
- 2012
  -  Campió de Belarús en puntuació